# Rosskastanien
Rosskastanien (Aesculus) (auch nur Kastanien, insbesondere für die Früchte) sind eine Pflanzengattung in der Familie der Seifenbaumgewächse (Sapindaceae). Die etwa zwölf Arten sind auf der Nordhalbkugel in Nordamerika und Eurasien heimisch. In Europa wird die Gewöhnliche Rosskastanie verbreitet als Park- und Alleebaum angepflanzt. Eine teilweise Namensübereinstimmung mit der Edelkastanie (Castanea sativa) beruht auf einer oberflächlichen Ähnlichkeit der Früchte, nicht auf Verwandtschaft, denn beide gehören nicht nur unterschiedlichen Familien an, sondern auch verschiedenen Ordnungen.

## Beschreibung

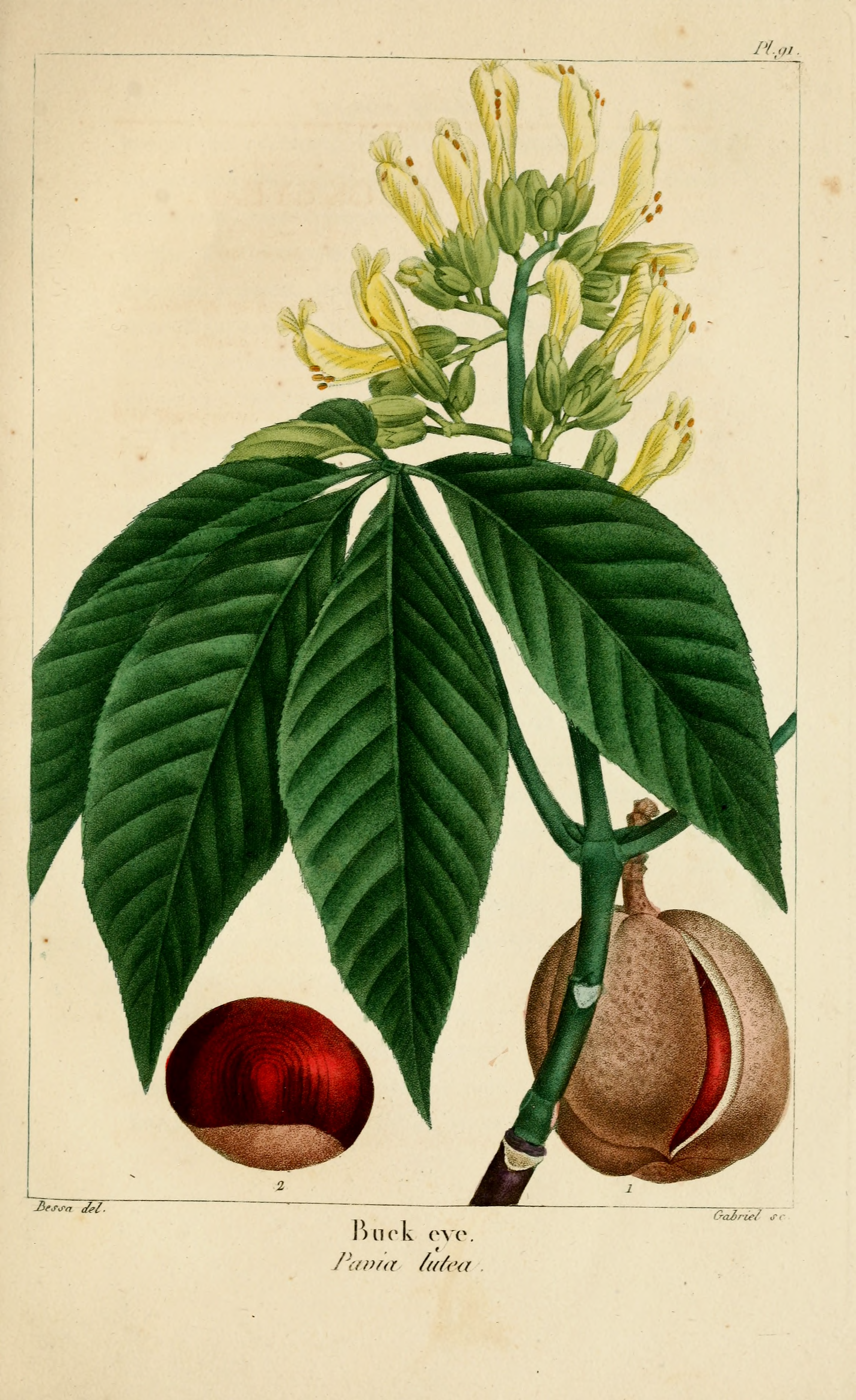
Illustration der Gelben Rosskastanie (Aesculus flava)

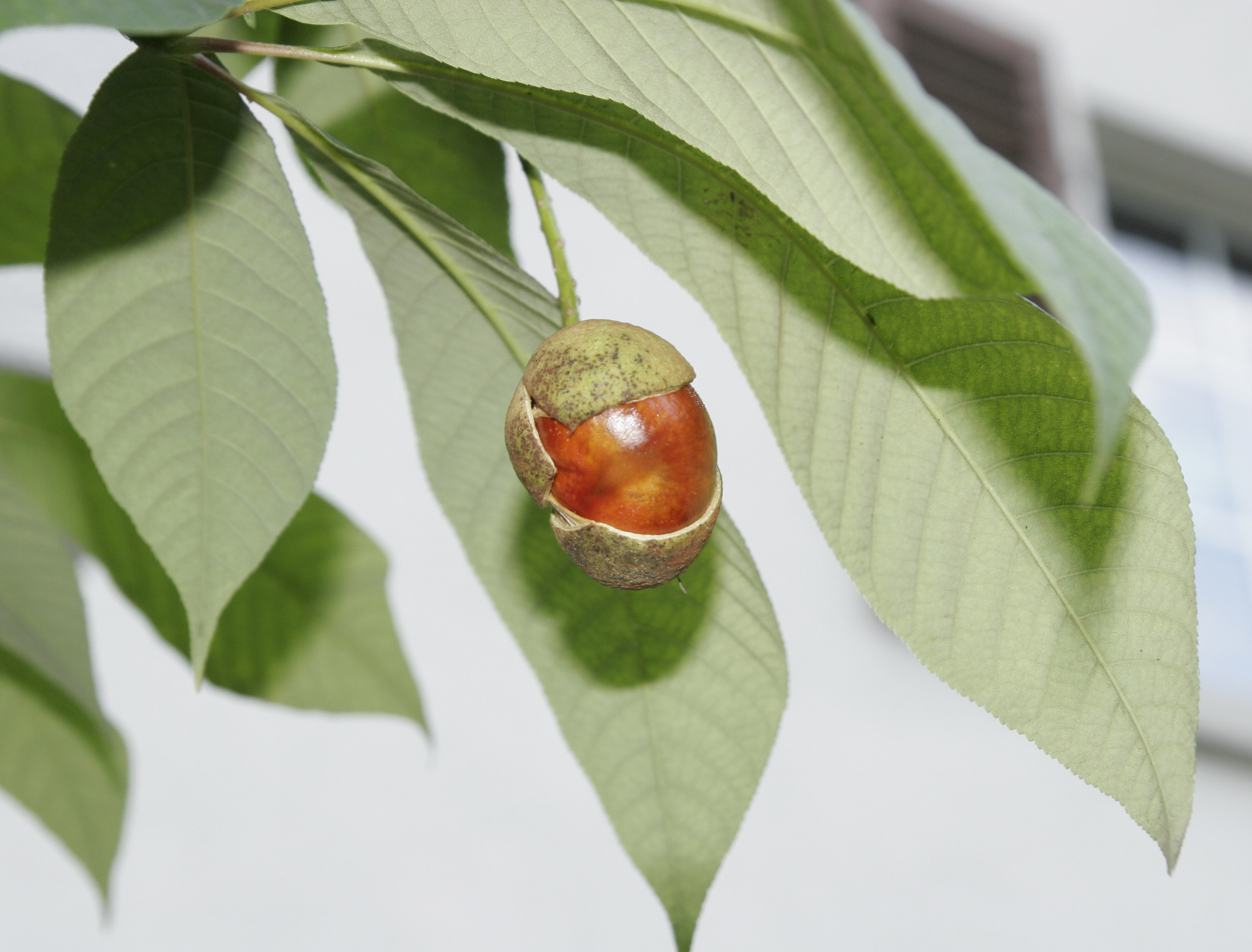
Frucht der Strauch-Rosskastanie (Aesculus parviflora)

### Erscheinungsbild und Blätter
Die Rosskastanien-Arten sind sommergrüne Bäume oder Sträucher. Sie zählen zu den Flachwurzlern. Die Winterknospen sind groß, häufig harzreich und bestehen aus mehreren Paaren von imbricaten Schuppen. Die Außenseite der Schuppen ist kahl oder leicht behaart.
Die gegenständig an den Zweigen angeordneten Laubblätter sind in Blattstiel und -spreite gegliedert. Die Blattspreiten sind fingerförmig gefiedert und bestehen aus fünf bis elf Fiederblättern. Die Fiederblätter haben einen gesägten bis gezähnten Blattrand.

### Blütenstände und Blüten
Aesculus-Arten sind andromonözisch, mit männlichen und zwittrigen Blüten oder trimonözisch, also es kommen funktionell männliche und weibliche sowie zwittrige Blüten auf einem Individuum vor.
Die Blütenstände sind zylindrische bis konische Thyrsen oder Rispen mit einfachen Seitenzweigen. Tragblätter fehlen.
Die meist großen und auffälligen Blüten sind vier- oder fünfzählig mit doppelter Blütenhülle. Die Kelchblätter sind verwachsen und bilden eine röhren- bis glockenförmige Kelchröhre. Die Kronblätter sind häufig ungleich, sie sind genagelt, die Platte ist verkehrt-eiförmig, lanzettlich oder spatelförmig. Es sind 5–8 Staubblätter oder Staminodien vorhanden. Der oberständige Fruchtknoten oder der Pistillode steht nicht auf einem Gynophor, der Griffel ist lang und schlank, die Narbe zusammengedrückt kugelig, manchmal leicht gelappt.

### Früchte und Samen
Die kugeligen bis birnenförmigen Kapselfrüchte enthalten häufig nur einen Samen. Das Perikarp ist meist glatt, seltener runzelig oder stachelig, Letzteres bei der Gewöhnlichen Rosskastanie. Die Samen sind wie die Kapselfrucht kugelig bis birnenförmig, und 2 bis 7 cm groß. Die Samenschale ist braun, der Nabel (Hilum) ist groß, blass und nimmt ein Drittel bis zur Hälfte des Samens ein.

### Chromosomensatz
Die Chromosomengrundzahl beträgt x = 20.

## Verbreitung und Standortansprüche

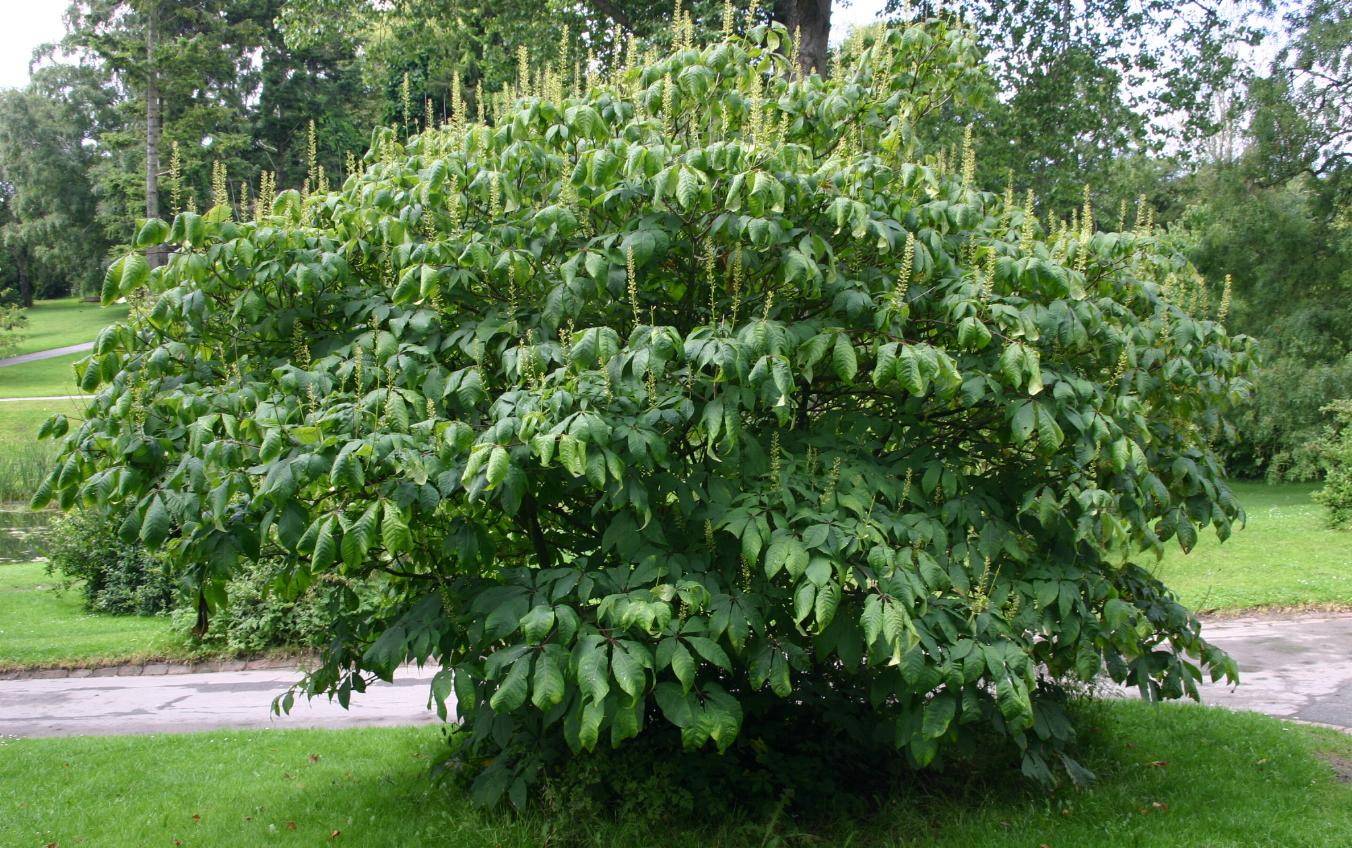
Sektion Macrothyrsus: Habitus der amerikanischen Strauch-Rosskastanie (Aesculus parviflora)

Die ältesten gefundenen Fossilien der Gattung stammen aus dem Paläozän; in Europa stammen die ältesten Funde aus dem Oligozän.
Die Gattung Aesculus ist auf der Nordhalbkugel verbreitet und kommt hier vorwiegend in der gemäßigten Klimazone vor. Das Verbreitungsgebiet der Gattung ist zersplittert (disjunkt) und gliedert sich in drei Teilgebiete: In Nordamerika kommen sieben Arten von der West- bis zur Ostküste vor, in Asien fünf oder sechs Arten vom Himalaya-Gebiet über Südostasien und China bis Japan. Eine Art, die Gewöhnliche Rosskastanie, ist in Südosteuropa heimisch, wird jedoch in Europa verbreitet angepflanzt. Die Gattung der Rosskastanien (Aesculus) ist, neben Ahornen (Acer), eine der wenigen Gattungen der Unterfamilie der Rosskastaniengewächse (Hippocastanoideae), die vom Menschen in Kultur genommen wurde.

## Systematik

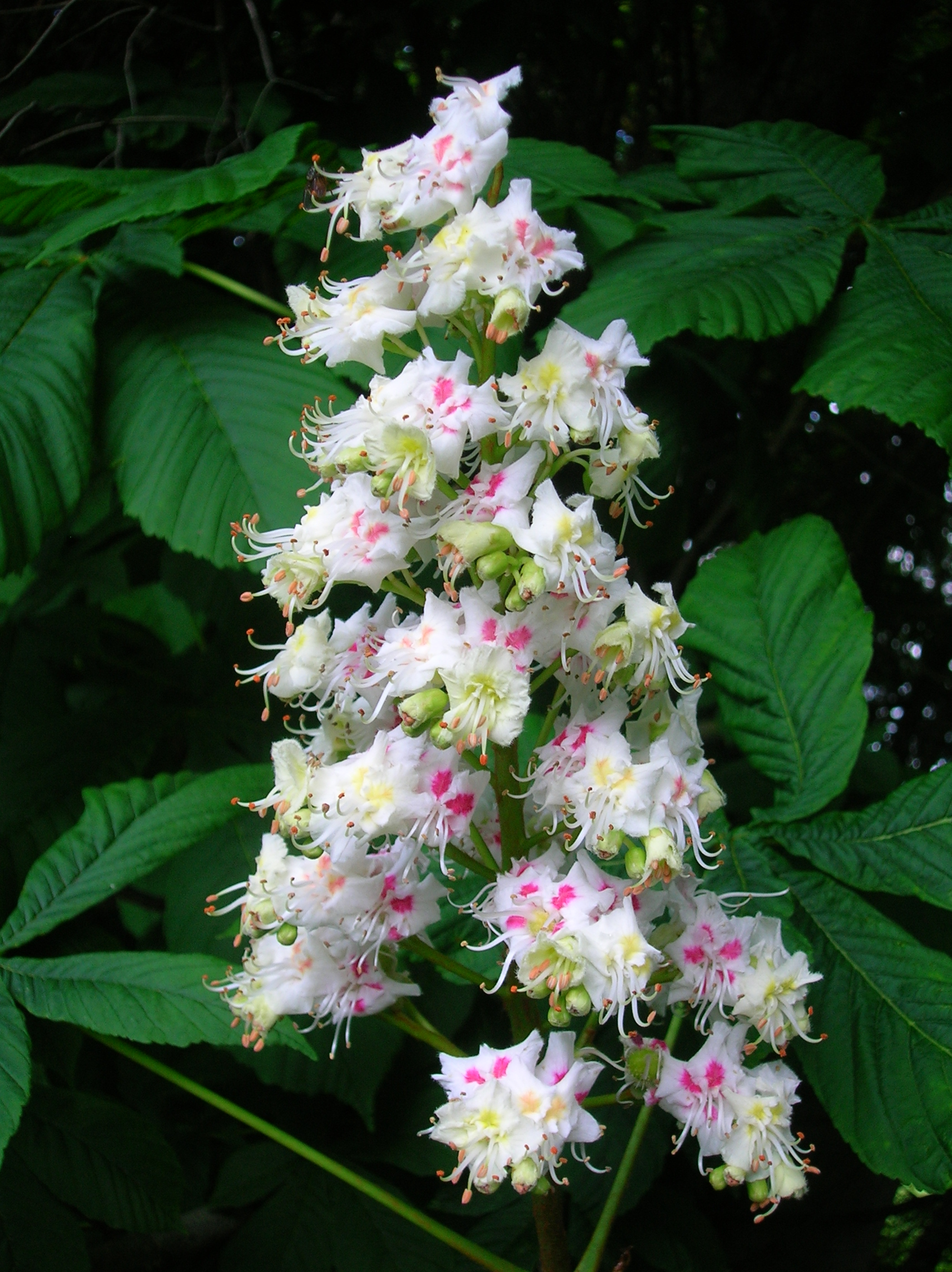
Sektion Aesculus: Blütenstand der Gewöhnlichen Rosskastanie (Aesculus hippocastanum)

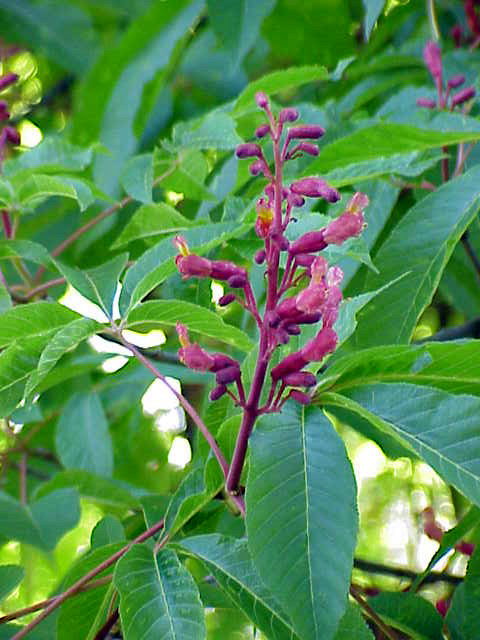
Sektion Pavia: Blütenstand der Roten Rosskastanie (Aesculus pavia)

Die Gattung Aesculus wurde durch Carl von Linné aufgestellt.
Rosskastanien sind vom natürlichen Standort in Europa nur mit einer Art vertreten, in Asien und Nordamerika finden sich zahlreiche Arten.
Die Gattung Aesculus wird in mehrere Sektionen gegliedert:
- Sektion Parryanae Wiggins
  - Aesculus parryi A.Gray: Dieser Endemit kommt nur im nordwestlichen Niederkalifornien vor.
- Sektion Aesculus (Syn.: Hippocastanum (Mill.) K.Koch)
  - Japanische Rosskastanie (Aesculus turbinata Blume): Sie kommt nur in Japan vor.
  - Gewöhnliche Rosskastanie (Aesculus hippocastanum L.): Sie ist endemisch auf dem Balkan und wird in den gemäßigten Regionen verbreitet angepflanzt.
- Sektion Calothyrsus (Spach) Pax
  - Kalifornische Rosskastanie (Aesculus californica (Spach) Nutt.): Sie ist endemisch in Kalifornien.
  - Aesculus assamica Griff.: Sie ist in Südostasien verbreitet.
  - Chinesische Rosskastanie (Aesculus chinensis Bunge): Sie kommt in China vor.
  - Indische Rosskastanie (Aesculus indica (Wall. ex Camb.) Hook.)
  - Aesculus wilsonii Rehder, wurde 2005 zu Aesculus chinensis gestellt und nicht mehr als eigenständige Art geführt.[3]
- Sektion Macrothyrsus (Spach) K.Koch
  - Strauch-Rosskastanie (Aesculus parviflora Walter): Sie kommt in Georgia und Alabama vor.
- Sektion Pavia (Mill.) Pers.
  - Ohio-Rosskastanie (Aesculus glabra Willd.): Sie kommt in den südöstlichen USA vor.
  - Gelbe Rosskastanie (Aesculus flava Sol., früher Aesculus octandra Marshall): Sie kommt in den südöstlichen USA vor.
  - Aesculus sylvatica W.Bartram: Sie kommt in den südöstlichen USA vor.
  - Rote Rosskastanie (Aesculus pavia L.): Sie kommt in den USA vor.

Bei den Rosskastanien gibt es zahlreiche Arthybriden, die teilweise auch eine Bedeutung als Ziergehölze haben, etwa die Fleischrote Rosskastanie (Aesculus ×carnea Hayne, Aesculus hippocastanum × Aesculus pavia).

## Namensgebung
Der Gattungsname Aesculus wurde erst von Carl von Linné auf die Rosskastanien übertragen. In der Antike wurde mit dem lateinischen Wort aesculus eine Eichenart bezeichnet, die dem Jupiter heilig war, auf Bergen wuchs, von hohem Wuchs und festem Holz war. Das Wort bezog sich möglicherweise auf die Trauben-Eiche (Quercus petraea).
Der deutschsprachige Trivialname Rosskastanien bezieht sich eigentlich auf die Gewöhnliche Rosskastanie. Er beruht auf den der Edelkastanie optisch ähnlichen Samen, die von den Osmanen als Pferdefutter und als Heilmittel gegen Pferdehusten mitgeführt wurden und so nach Mitteleuropa gelangten. Der Zusatz „Ross“ diente zur Unterscheidung dieser für den Menschen ungenießbaren Samen von den schon länger bekannten, essbaren Edelkastanien.

## Nutzung

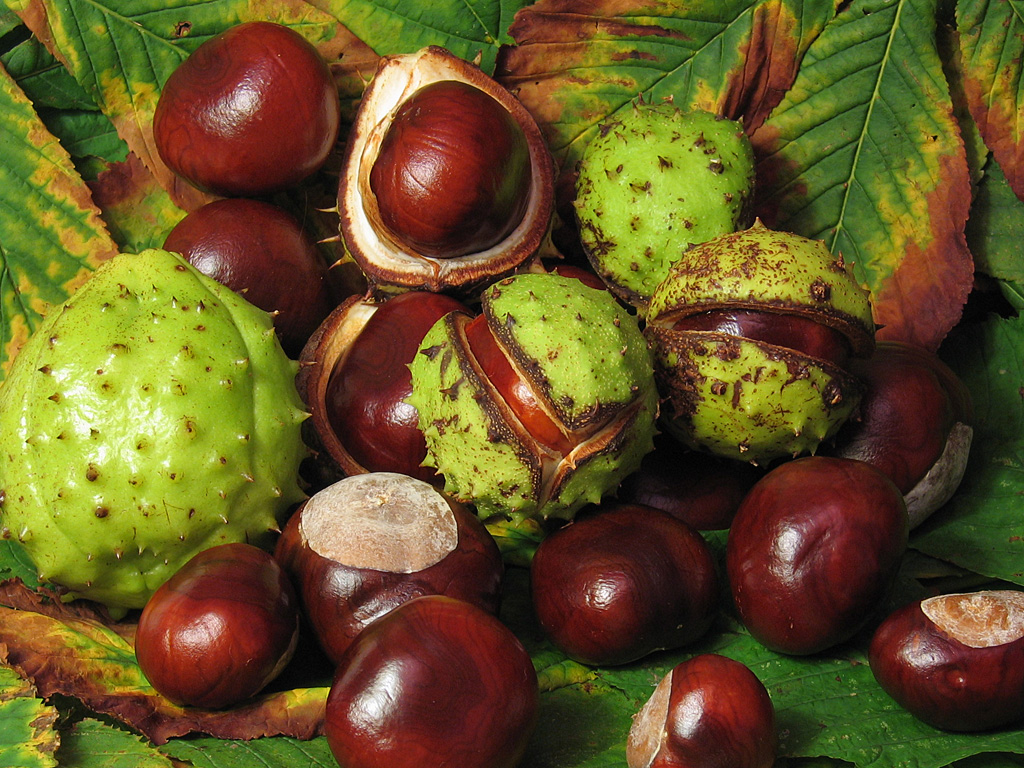
Samen der Gewöhnlichen Rosskastanie

Die meisten Aesculus-Arten sind schnellwüchsige, dekorativ belaubte, mittelgroße bis große Bäume (nur wenige Arten sind strauchartig) mit auffallenden Blütenständen mit zahlreichen oft farbigen Blüten. Verschiedene Arten und ihre Sorten werden daher fast weltweit häufig als Park-, Allee- und Straßenbäume angepflanzt.
Alle Teile der Rosskastanien sind schwach giftig.
Die bei der Einnahme von Pflanzenteilen auftretenden Verdauungsstörungen werden vermutlich von den Saponinen und dem Glucosid Aesculin verursacht. Möglicherweise tragen auch Alkaloide dazu bei. Pferde können nach dem Konsum von Kastanien Koordinationsstörungen erleiden, während Hirsche und andere Säugetiere die enthaltenen Stoffe im Verdauungstrakt neutralisieren können.
Gegessen werden die dort heimischen Rosskastanien von den Menschen auf den japanischen Inseln seit der Jōmon-Zeit, nachdem die unverträglichen Stoffe durch Kochen und langes Wässern ausgelaugt werden. Auch in Nepal werden die dortigen Rosskastanien gegessen.
Amerikanische Indianer zerdrückten Rosskastanien und gaben den Brei in ruhende Gewässer, um dort lebende Fische zu betäuben oder zu töten. Sie nutzten die Früchte ebenfalls als Nahrungsmittel.
Zur Nutzung der in Europa verbreiteten Art siehe Gewöhnliche Rosskastanie#Nutzung.

## Schädlinge
Vom Balkan aus breitet sich seit den 1980er Jahren in ganz Europa und zunehmend auch den angrenzenden asiatischen Ländern die Rosskastanienminiermotte aus, die fast ausschließlich die Gewöhnliche Rosskastanie befällt, in geringem Maß aber auch die Japanische Rosskastanie.